# Nanna Westerby
Nanna Westerby Jensen (født 11. juli 1984 i København). Var medlem af Folketinget 2007-2011 valgt for SF i Egedalkredsen i Nordsjællands Storkreds og var formand for Folketingets boligudvalg (yngste udvalgsformand nogensinde).[kilde mangler] Tidligere landsformand for Danske Gymnasieelevers Sammenslutning (2003-04) og Socialistisk Folkepartis Ungdom (2007-08) og til 20. marts 2013 medlem af SF's landsledelse.
Nu studerer hun og er sekretariatsleder i tænketanken Forum for Politisk Analyse.
Hun blev student fra Falkonergårdens Gymnasium i 2003 og var fra 1. juli 2003 til 30. juni 2004 formand for Danske Gymnasieelevers Sammenslutning.
Nanna Westerby var medlem af SFU fra 2000 og sad i organisationens landsledelse fra 2004 til bruddet med SF i 2013. Hun har været koordinator for 2.oktober-initiativet, talsmand for initiativet Bevar Gruppeeksamen samt medlem af Den Alternative Velfærdskommission og Politikens Ungdomsvelfærdskommission.
I 2007 afsluttede hun den samfundsvidenskabelige basisuddannelse på RUC.
20. marts 2013 forlod Nanna Westerby, Emilie Turunen og Jesper Petersen SF og meldte sig ind hos Socialdemokraterne.
Hun er gift med Thor Möger Pedersen, med hvem hun har to børn, og bor i Vanløse.
Hun er i familie med Niels Westerby, tidligere folketingsmedlem for Venstre og senere Liberalt Centrum.